# Хорас Грийли
Хорас Грийли (на английски: Horace Greeley) е американски издател и политик от Републиканската партия.

## Биография
Хорас Грийли е роден на 3 февруари 1811 година в Амхърст, Ню Хампшър, в бедно селско семейство. Установява се в Ню Йорк, където се включва в дейността на Партията на вигите. През 1841 година основава вестник „Ню Йорк Трибюн“, който скоро се превръща в най-популярния седмичник в страната. Близък с Уилям Сюард, през 1854 година е сред основателите на Републиканската партия.
През 1860 година Грийли влиза в конфликт със Сюард и подкрепя президентската кандидатура на Ейбрахам Линкълн. Като цяло той подкрепя Линкълн, макар че го критикува за умерената му политика по отношение на премахването на робството. След убийството на Линкълн се присъединява към радикалните републиканци в опозиция на президентите Андрю Джонсън и Юлисис Грант.
През 1872 година Хорас Грийли е основният кандидат на опозицията, подкрепян от Либералната републиканска партия и Демократическата партия. Той води остра кампания срещу президента Гран, обвинявайки го в корупция, но губи изборите.
Хорас Грийли умира на 29 ноември 1872 година в Плезънтвил.